# Język bahau
Język bahau – język austronezyjski używany w prowincji Borneo Wschodnie w Indonezji, przez grupę ludności w kabupatenie Kutai Barat. Według danych z 2007 roku posługuje się nim 19 tys. osób.